# Gordon Bajnai
György Gordon Bajnai (Szeged, 5 de març de 1968) és un polític hongarès que fou Primer Ministre d'Hongria del 2009 al 2010. El març de 2009, quan el Primer Ministre Ferenc Gyurcsány va anunciar la seva dimissió, Bajnai fou proposat pel Partit Socialista Hongarès (MSZP) per ocupar el càrrec, però es va haver d'esperar que el Parlament aprovés una moció de censura contra Gyurcsány el 14 d'abril de 2009.